# Bisdom Subotica
Het bisdom Subotica (Latijn: Dioecesis Suboticanus; Hongaars: Szabadkai Egyházmegye) beslaat het deel van de Servische provincie Vojvodina  gelegen tussen de grens met Hongarije, de Donau en de Tisza. De belangrijkste steden in het bisdom zijn Subotica en Novi Sad.
Het bisdom heeft ongeveer 350.000 gelovigen, voornamelijk etnische Hongaren, Kroaten en Slowaken. Het eigen seminarie geeft les in het Hongaars en Kroatisch.
De huidige bisschop is de Hongaar János Pénzes.

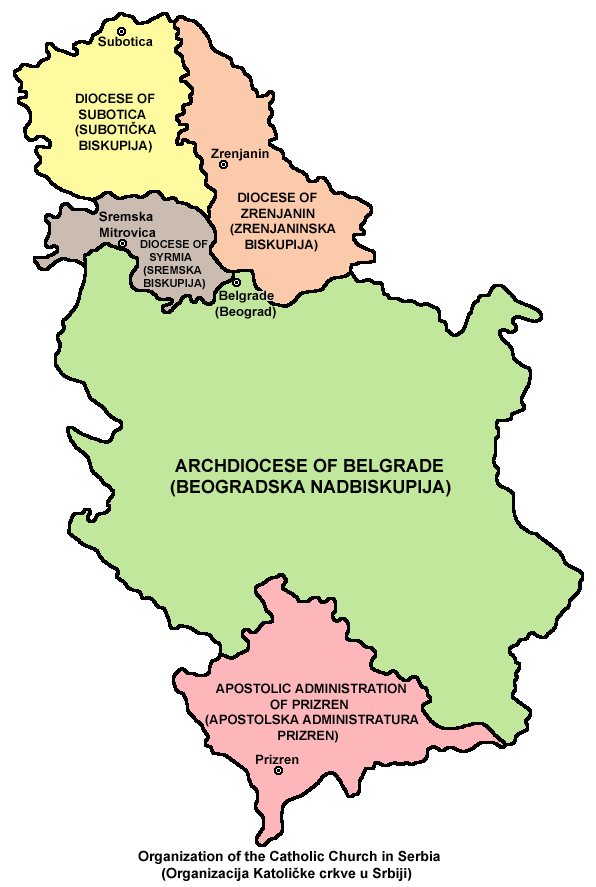

## Geschiedenis
Het bisdom heeft een historie die terugvoert tot 1090. In dat jaar werd door de Hongaarse koning Ladislaus een bisdom in het gebied gesticht in het stadje Bács (tegenwoordig: Bač). Dit bisdom bestond tot 1526 toen het Hongaarse Koninkrijk werd verslagen door de Turken in de slag bij Mohács. In de Turkse tijd werden kerken verwoest en de bevolking in het gebied gedecimeerd. Na de Habsburgse overwinning van de Turken werd het gebied opnieuw bevolkt door Katholieken. De bisschopszetel verhuisde naar Kalocsa.
In 1920 werd twee derde van het bisdom Kalocsa-Bács toegewezen aan het latere Joegoslavië. Onder het Joegoslavische bestuur werd in 1927 een bisschop aangewezen die het gebied kerkelijk bestuurde. In 1936 werd de eerste synode gehouden en werden er nieuwe parochies gesticht. In 1968 kreeg het gebied weer de status van bisdom onder de naam "Bisdom Subotica".